# Mike Walker (Badminton)
Mike Walker (* 1949) ist ein US-amerikanischer Badmintonspieler. 

## Karriere
Mike Walker gewann 1974 seinen ersten Titel bei den US-Meisterschaften im Mixed mit Judianne Kelly. Weitere sieben Titelgewinne im Mixed folgten bis 1986. 1980 gewann er den Titel im Herreneinzel und 1977, 1979 und 1980 siegte er im Herrendoppel. Bei der Panamerikameisterschaft 1977 wurde er Zweiter im Mixed. Für seine Verdienste wurde er nach seiner aktiven Karriere in die US Badminton Hall of Fame aufgenommen.

## Sportliche Erfolge
| Saison | Veranstaltung              | Disziplin    | Platz | Name                         |
| ------ | -------------------------- | ------------ | ----- | ---------------------------- |
| 1974   | USA: Einzelmeisterschaften | Mixed        | 1     | Mike Walker / Judianne Kelly |
| 1975   | USA: Einzelmeisterschaften | Mixed        | 1     | Mike Walker / Judianne Kelly |
| 1976   | USA: Einzelmeisterschaften | Mixed        | 1     | Mike Walker / Judianne Kelly |
| 1977   | Panamerikameisterschaft    | Mixed        | 2     | Mike Walker / Judianne Kelly |
| 1977   | USA: Einzelmeisterschaften | Herrendoppel | 1     | Jim Poole / Mike Walker      |
| 1978   | USA: Einzelmeisterschaften | Herreneinzel | 1     | Mike Walker                  |
| 1979   | USA: Einzelmeisterschaften | Mixed        | 1     | Mike Walker / Judianne Kelly |
| 1979   | USA: Einzelmeisterschaften | Herrendoppel | 1     | Jim Poole / Mike Walker      |
| 1980   | USA: Einzelmeisterschaften | Mixed        | 1     | Mike Walker / Judianne Kelly |
| 1980   | USA: Einzelmeisterschaften | Herrendoppel | 1     | Mathew Fogarty / Mike Walker |
| 1983   | USA: Einzelmeisterschaften | Mixed        | 1     | Mike Walker / Judianne Kelly |
| 1985   | USA: Einzelmeisterschaften | Mixed        | 1     | Mike Walker / Judianne Kelly |
| 1986   | USA: Einzelmeisterschaften | Mixed        | 1     | Mike Walker / Judianne Kelly |